# Elezioni parlamentari in Indonesia del 2014
Le elezioni parlamentari in Indonesia del 2014 si tennero il 9 aprile per il rinnovo dell'Assemblea deliberativa del popolo (Camera dei rappresentanti del popolo, eletta su base nazionale, e Camera dei rappresentanti delle regioni, eletta su base regionale).

## Risultati
| Liste                                               | Voti        | %     | Seggi |
| --------------------------------------------------- | ----------- | ----- | ----- |
| Partito Democratico Indonesiano di Lotta            | 23.681.471  | 18,95 | 109   |
| Partito dei Gruppi Funzionali                       | 18.432.312  | 14,75 | 91    |
| Partito del Movimento della Grande Indonesia        | 14.760.371  | 11,81 | 73    |
| Partito Democratico                                 | 12.728.913  | 10,19 | 61    |
| Partito del Risveglio Nazionale                     | 11.298.957  | 9,04  | 47    |
| Partito del Mandato Nazionale                       | 9.481.621   | 7,59  | 49    |
| Partito della Giustizia Prospera                    | 8.480.204   | 6,79  | 40    |
| Partito Nazionale Democratico                       | 8.402.812   | 6,72  | 35    |
| Partito dello Sviluppo Unito                        | 8.157.488   | 6,53  | 39    |
| Partito della Coscienza del Popolo                  | 6.579.498   | 5,26  | 16    |
| Partito della Stella Crescente                      | 1.825.750   | 1,46  | -     |
| Partito della Giustizia e dell'Unità dell'Indonesia | 1.143.094   | 0,91  | -     |
| Totale                                              | 124.972.491 |       | 560   |